# Davul
Davul é um instrumento de percussão bimembranofone turco do tipo tambor grave. É um tambor duplo conhecido nos Balcãs por tapan.

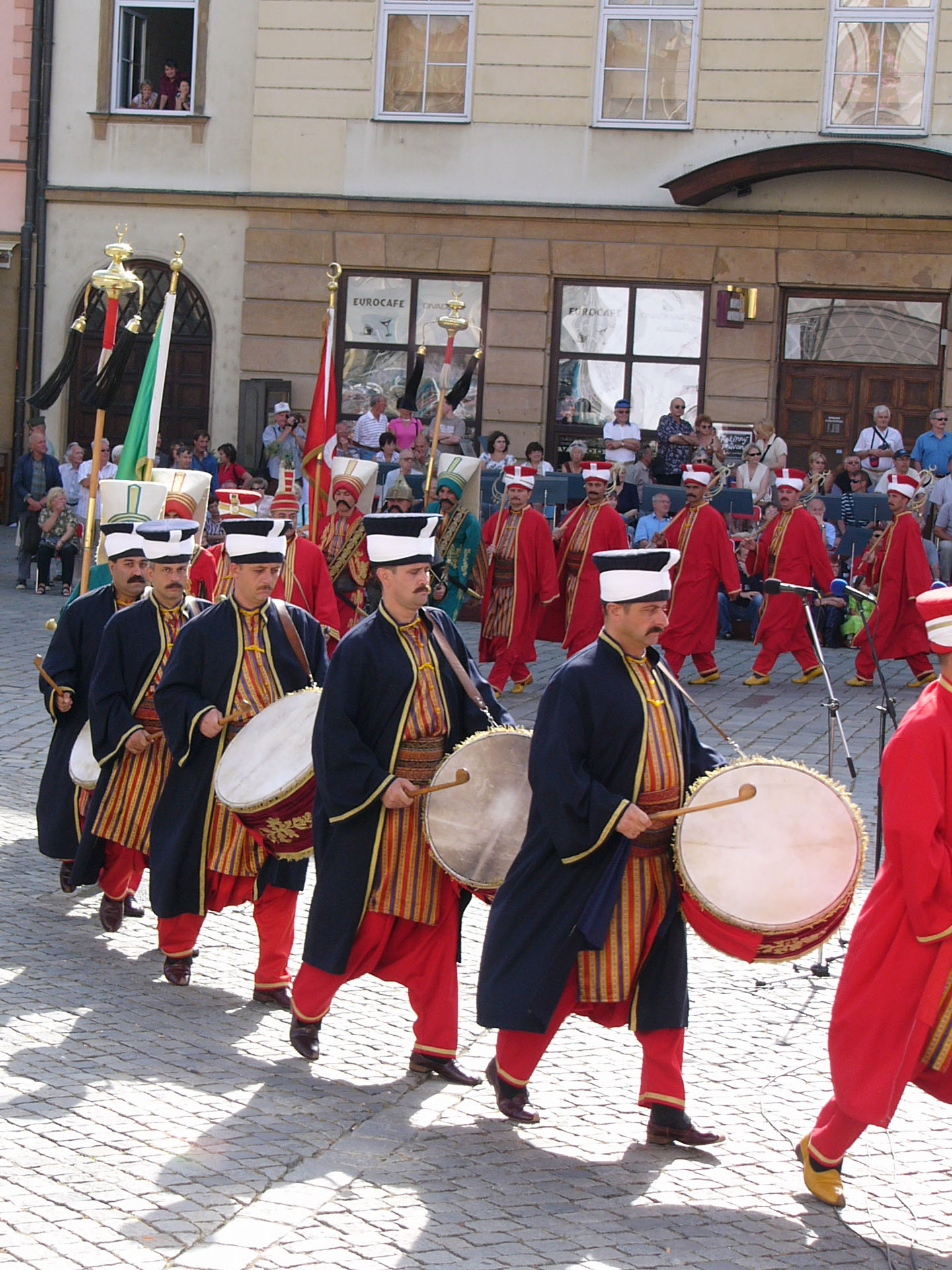
Marcha de músicos tocando Davul

Remonta ao século XIV e foi introduzido na Europa no século XVIII.
Nomes de instrumentos de percussões turcos: çevgan, zil, davul e yurag, boygur, çöken, çang, tümrük e küvrük todos os quais foram mais tarde chamados coletivamente de Kös.